# Astia
Astia là một chi nhện trong họ Salticidae.